# Jardín Botánico Histórico La Concepción
El Jardín Botánico Histórico La Concepción es un jardín de estilo paisajista inglés con más de ciento cincuenta años de historia. Situado en el distrito Ciudad Jardín, la entrada norte de la ciudad de Málaga, se trata de uno de los escasos jardines con plantas de clima subtropical que existen en Europa.[cita requerida] Cuenta con más de cincuenta mil plantas, de dos mil especies tropicales, subtropicales y autóctonas, destacando la colección con más de cien especies diferentes de palmeras, bambúes, plantas acuáticas y su jardín histórico.
En origen fue finca de recreo de una familia de la alta burguesía de la ciudad desde la mitad del siglo XIX, hasta que en el año 1990 pasó a titularidad pública, siendo el Ayuntamiento de Málaga quien fundó para su gestión el Patronato Botánico Municipal 'Ciudad de Málaga'.

## Historia
La Concepción se erigió alrededor de 1855 gracias a la labor del matrimonio formado por Jorge Loring y Oyarzábal y Amalia Heredia Livermore, marqueses de la Casa Loring. Jorge Loring, uno de los personajes más influyentes de la Málaga del siglo XIX y amigo personal de Cánovas del Castillo o de Francisco Silvela, fue un exitoso empresario, además de diputado a Cortes. Su esposa Amalia Heredia, hija del industrial Manuel Agustín Heredia, fue una mujer culta, interesada por las plantas, los libros y la arqueología. Así, en La Concepción atesoraron un sustancial patrimonio arqueológico, del que aún quedan algunos restos en forma de esculturas y mosaicos romanos; y un rico patrimonio botánico, gracias, entre otros, a la destreza de un jardinero francés llamado Chamoussant.

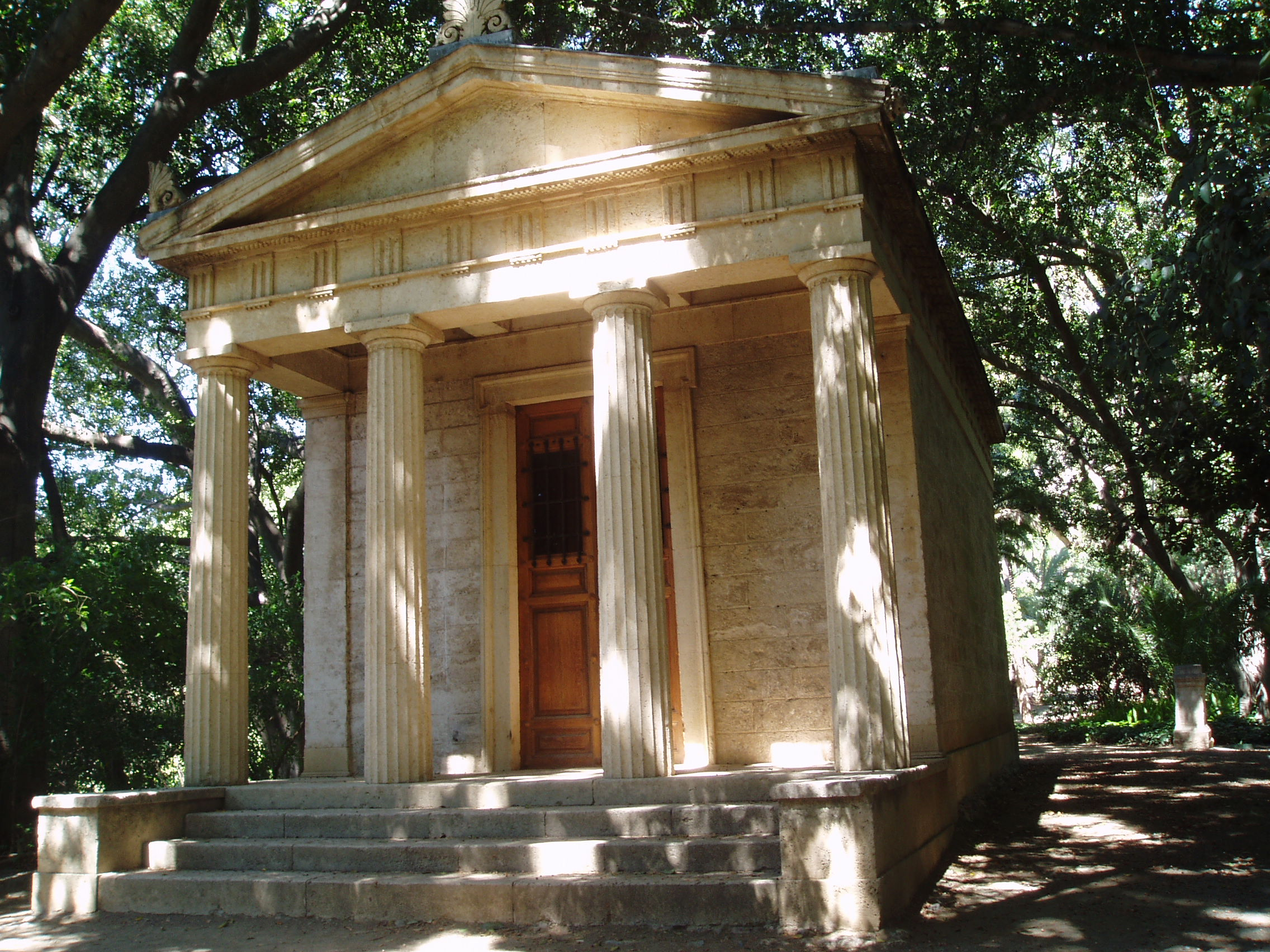
Templete tetrástilo de orden dórico, edificado por la familia Loring.

Tras la quiebra económica de la familia Loring-Heredia, la hacienda es comprada en 1911 por la familia Echevarría Azcárate (del matrimonio de Rafael Echevarría Azcárate con Amalia Echevarrieta Maruri), realizando importantes mejoras y ampliando la colección de árboles y palmeras. En 1943 el jardín es declarado jardín histórico-artístico, hoy Bien de Interés Cultural. Una vez que falleció el matrimonio, la finca es administrada por el hermano de Amalia, Horacio Echevarrieta Maruri, quien la mantiene hasta su muerte en 1963. A partir de este momento el espacio entra en decadencia y progresivo abandono.
En 1990 el jardín es adquirido por el Ayuntamiento de Málaga, que tras cuatro años de reformas y adaptación, lo abre al público. Desde entonces se han incorporado nuevos espacios y jardines en torno al Jardín Histórico, en forma de jardines temáticos, destacando los dedicados a palmeras, a plantas carnívoras y orquídeas, otros a cactus y suculentas o el de la vuelta al mundo en ochenta árboles.
La Concepción ocupa una superficie de cincuenta y cinco hectáreas, de las cuales veinticinco pertenecen al jardín histórico. Junto a éste, están los jardines temáticos y una gran zona de bosque mediterráneo autóctono sin trasformar que puede ser visitada; son las denominadas "ruta forestal" y la "ruta de los miradores" en la zona alta del jardín.

## El jardín histórico
Se le llama así a la zona de jardín que fue declarado Bien de Interés Cultural en 1943, y que comprende el espacio creado por la familia Loring-Heredia y completado posteriormente por la familia Echevarría Azcarate. El jardín histórico es donde se encuentran los ejemplares más monumentales e importantes del jardín, como enormes ficus, centenarias palmeras, cedros, cycas, etc. algunos de los cuales son únicos en España y en Europa, en un entorno configurado con numerosos estanques, puentecitos, cascadas, pequeños lagos, pérgolas, invernaderos, miradores y el denominado Museo Loringiano.

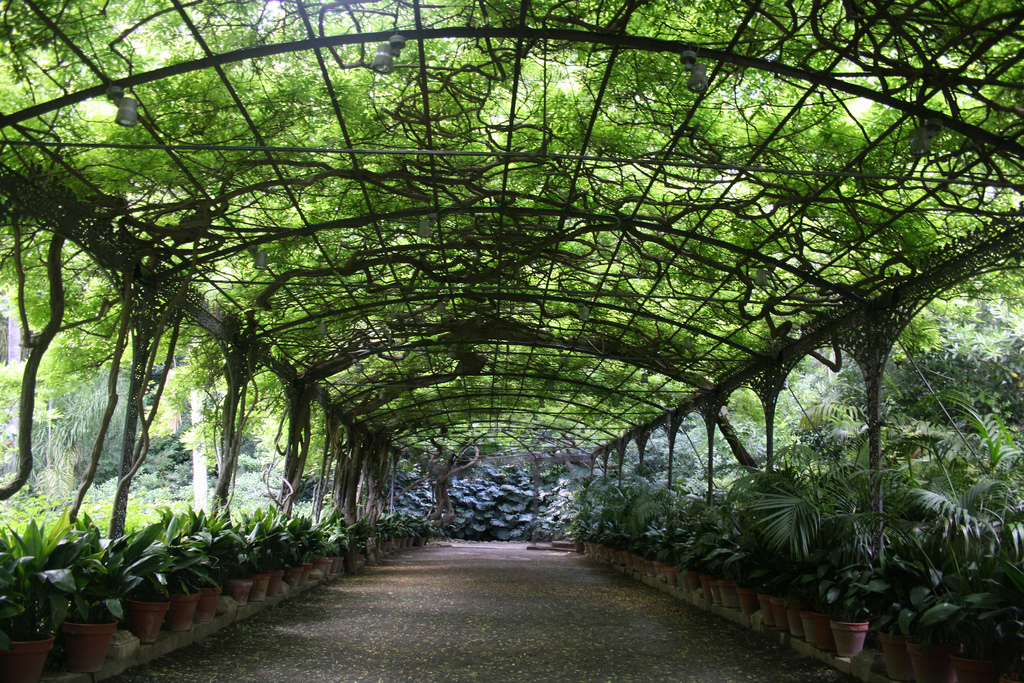
El cenador de hierro con las glicinias.

El paisaje tropical y el ambiente exuberante han propiciado que se ruede aquí numerosos planos de películas y anuncios para recrear escenas la India, Polinesia, Puerto Rico, Lima o La Habana, como se puede ver en el famoso anuncio del Café de Colombia, simulando la montañosa selva americana o en las películas: Bambú (1945), Los últimos de Filipinas (1945), La mies es mucha (1948), Balarrasa (1951), Alba de América (1951), Molokai, la isla maldita (1959), Erik, el vikingo (1964), Tabú, (Fugitivos de las islas del Sur) (1965), El tigre se perfuma con dinamita (1965), Marbella, un golpe de cinco estrellas (1984) y El puente de San Luis Rey (2003).

### El Cenador de Glicinia
La glicinia, una de las plantas más bellas y emblemáticas, florece mostrándonos todo su esplendor anunciando el comienzo de la primavera. Se trata de una especie trepadora de la familia de las fabáceas originaria de China. Los doce pies sembrados por la familia Loring-Heredia allá por 1857 envuelven el cenador de hierro e incluso trepan por los ficus y palmeras que alcanzan hasta los veinte metros de altura.
Sus racimos de flores color lila y su suave aroma crean una atmósfera sublime. Es un espectáculo único que dura aproximadamente 15 días al año, desde finales de marzo o principios de abril.
Las glicinias aparecen en uno de los lugares más bellos del Jardín de la Concepción, el cenador de hierro, lugar donde se celebran eventos, sobre todo en la época del año cuando se produce la floración.

### La Ninfa
En la zona del jardín histórico creado por la familia Echevarria Azcarate destaca una ninfa de piedra realizada por Paco Durrio. Este artista encuadrado en el modernismo estuvo muy vinculado a la familia Echevarria-Echevarrieta, realizando su mausoleo funerario en Bilbao. La estatua es una mujer desnuda, sentada con un cántaro que hace de fuente y el pelo recogido al estilo grecorromano en actitud pensativa.

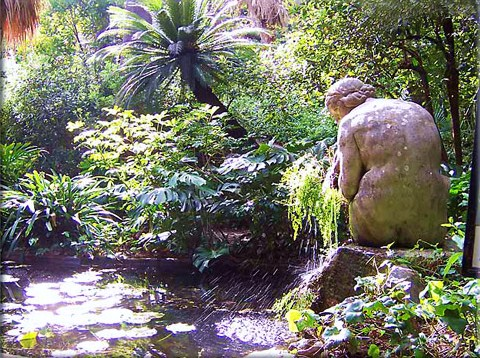
El estanque de la ninfa.

La ninfa nos introduce en una zona plantada al estilo francés, con setos cuidados y plantas centradas dentro de los setos. Aunque la tipología general del jardín histórico es a la inglesa, esta zona fue creada con el fin de poder disfrutar de ambos modelos de ajardinamiento dentro de La Concepción. A la espalda de la ninfa se puede apreciar una palmera Azul mexicana centenaria, uno de los ejemplares con mayor valor botánico, cuyas hojas parecen azules con determinados tipos de luz.

### Museo Loringiano
El Museo Loringiano es el nombre con el que arqueólogo Manuel Rodríguez de Berlanga denominó al lugar, dentro de la finca de La Concepción, que albergaba la colección de piezas arqueológicas reunida, durante la segunda mitad del siglo XIX, por los marqueses de Casa-Loring. Esta Colección Loringiana acabó siendo el germen del Museo Arqueológico Provincial de Málaga. Parte de los fondos de dicha colección se encuentran en la Concepción.

## Jardines Modernos
A partir de la adquisición de la finca por el Ayuntamiento de Málaga, se crearon diferentes jardines con las características modernas de un jardín botánico. Se trataba de jardines con colecciones ordenadas de forma que posibilitasen un estudio más sistemático y académico de lo que permitía el jardín histórico, ideado en su origen como un jardín de paseo. Entre las rutas y colecciones de mayor tamaño cabría destacar las áreas denominadas: "La vuelta al mundo en ochenta árboles", "El mapamundi de palmeras", "El jardín de cactus", “El jardín de plantas Primitivas”, “La Rocalla de la Biodiversidad” y “La estufa caliente”, así como algunas colecciones menores de bambús, plantas acuáticas o vides.

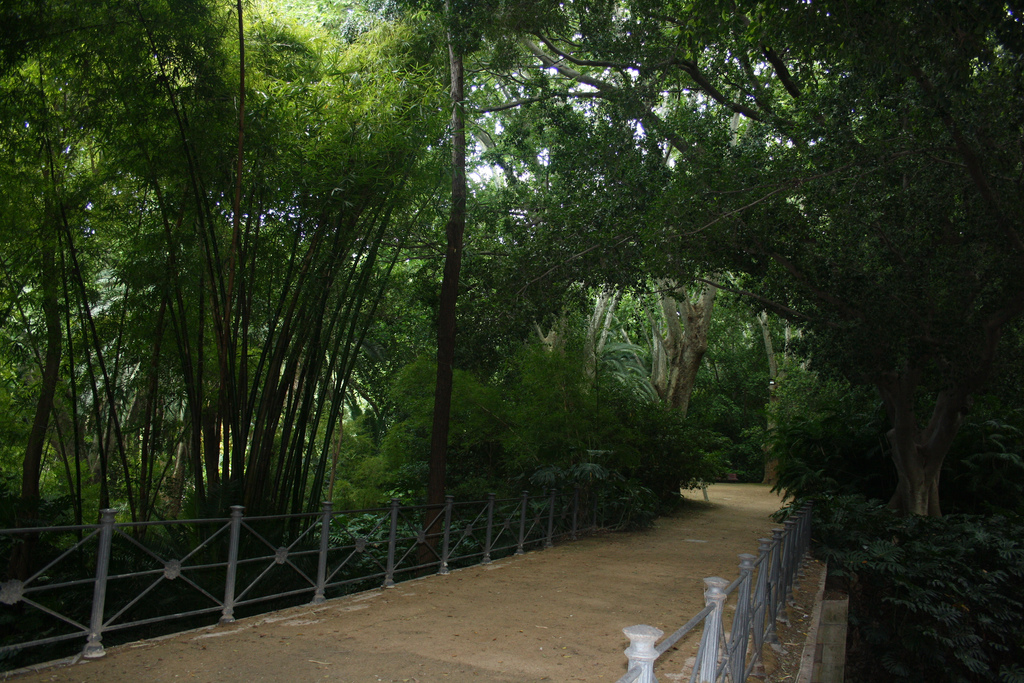
Vista de uno de los paseos.

### La vuelta al mundo en ochenta árboles
En 1997 se crea el primero de los jardines botánicos modernos en la Concepción, centrado en presentar las especies más frecuentes de los cinco continentes. Este jardín está organizado como un camino con árboles a derecha e izquierda, ordenados según el continente de origen, sumando en total ochenta ejemplares. Entre los árboles se han plantado arbustos y trepadoras, también separados por su hábitat geográfico habitual sumando cien ejemplares de todas las partes del planeta. Se pueden contemplar árboles tan representativos como los tilos, ficus, olivos, madroños, magnolio, tuliperos, grevilleas etc. El objetivo formal de esta colección es el estudio de especies con valor para el humano, ya sea por sus frutos, su madera o como aprovechamiento medicinal.

### Mapamundi de palmeras
El jardín, concebido en 1997 y cuyo trazado recuerda a un mapamundi, contiene setenta y cinco especies de palmeras de todos los continentes y completa la colección de palmeras del jardín histórico que cuenta veintitrés especies diferentes, configurando una de las colecciones botánicas más destacadas de la Concepción, pues el origen tropical de las palmeras plantea grandes dificultades de crecimiento al aire libre en Europa.
Consta de un paseo central lineal, simulando el ecuador del planeta con parterres construidos como si fueran un planisferio del mundo gigante a cada lado de dicho paseo. Cada especie de palmera está plantada en la zona del mapa de donde es su procedencia, permitiendo un estudio ordenado de este grupo vegetal. Destacan por su valor botánico los ejemplares de palmeras Bismarck, Caranday, Azul de México, Dypsis, Caryotas, Sabal y Livistonas. En la zona central hay una palmera datilera con siete brazos, de gran valor ornamental, que fue donada en 2001.

### Jardín de Suculentas
Inaugurado en 2009, esta zona presenta familias botánicas de plantas suculentas, que son aquellas que acumulan agua en sus raíces, su tronco o sus hojas. Este jardín se encuentra tras el mirador de la ciudad y fue impulsado por la donación en 2004 de la colección privada del Sr. Nikolaus Kornelly.

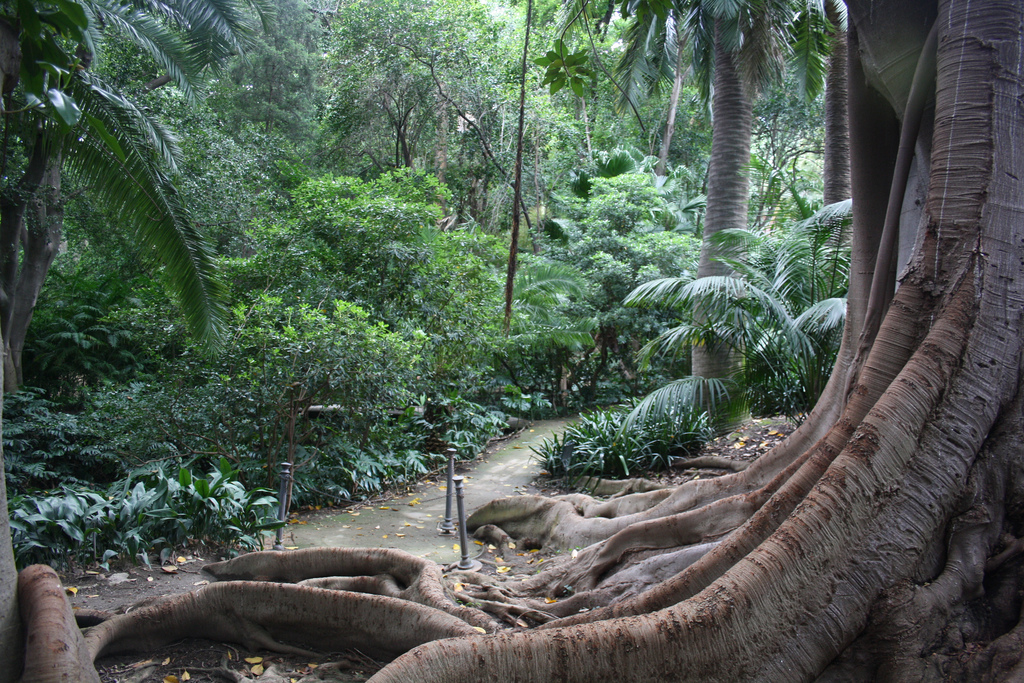
Raíces gigantes.

Los cactus (Cactaceae) son la familia botánica más representativa de este grupo vegetal estando representados en este jardín en la zona central y en la zona más al oeste. Destacan una selección de Mamillarias plantadas en 2012, así como de una de Ferocactus y otra de Echinocactus.
Se presentan también para su estudio una zona de Aloes (incluido el Aloe ferox), una de Agaves (incluido ejemplares de Agave victoriae-reginae), un espacio dedicado a las Opuntias y una colección de Yucas. En la zona más al este se pueden apreciar una selección de las Euphorbias consideradas suculentas, ya que no todas las plantas de esta familia lo son. Intercaladas entre las suculentas se han plantado para su comparación didáctica especies consideradas en otro tiempo de este grupo y hoy separadas del mismo, como los pachypodium o las nolinas.

### Rocalla de la biodiversidad
En este jardín, creado en 2012, se encuentra la flora característica del clima mediterráneo. El espacio está organizado como pequeñas terrazas con las distintas zonas del mundo donde se da el clima mediterráneo, presente en lugares tan distantes como Australia, Chile o California. Es una colección de plantas arbustivas y rastreras en su mayoría. El Proyecto Fénix de recuperación de plantas autóctonas en peligro de extinción se ubica en este lugar, destacando el desarrollo de especies como la "Erica andevalensis", planta originaria de las minas de Riotinto, que necesita unas condiciones de cultivo con suelos muy ácidos difíciles de reproducir.

### Estufa caliente
El invernadero, que reproduce las condiciones ambientales de los bosques tropicales, se halla en la entrada del jardín. Mantiene en su interior una temperatura constante entre 20-28 °C y una humedad del 70-80%, condiciones adecuadas para el estudio de las plantas epifitas, capaces de captar la humedad del ambiente. Son epifitas la mayor parte de las bromelias y las orquídeas así como algunas plantas carnívoras. La colección de la estufa caliente comprende ciento setenta y cinco especies diferentes.
Entre las bromelias se pueden ver varias especies de Tillandsia como T. harrisii y T. usneoides. De las orquídeas presentes destacan la orquídea vanda y la vainilla planifolia, y en la colección de plantas carnívoras se pueden estudiar las cinco adaptaciones vegetales para esta forma de nutrición.

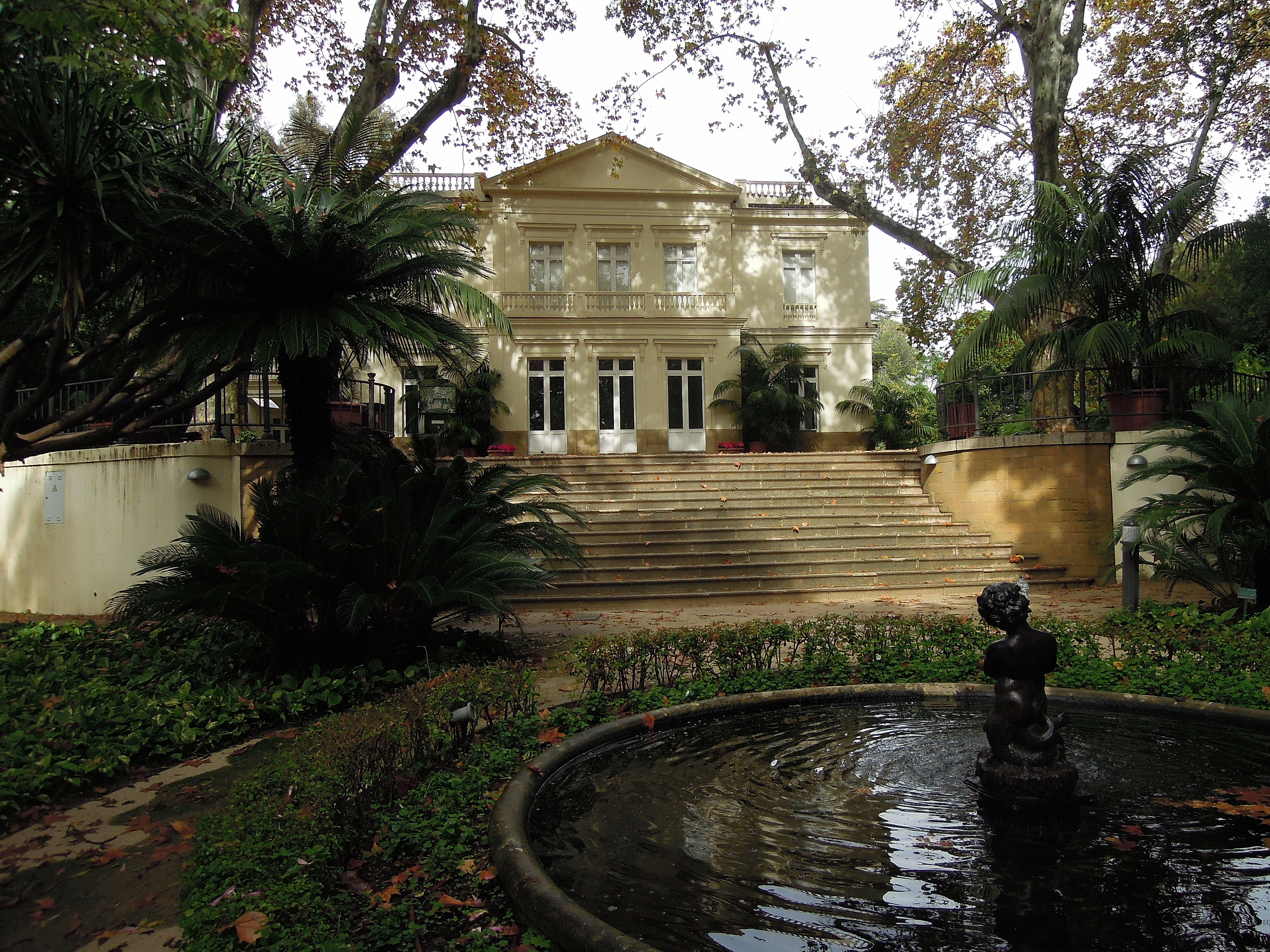
Casa-Palacio

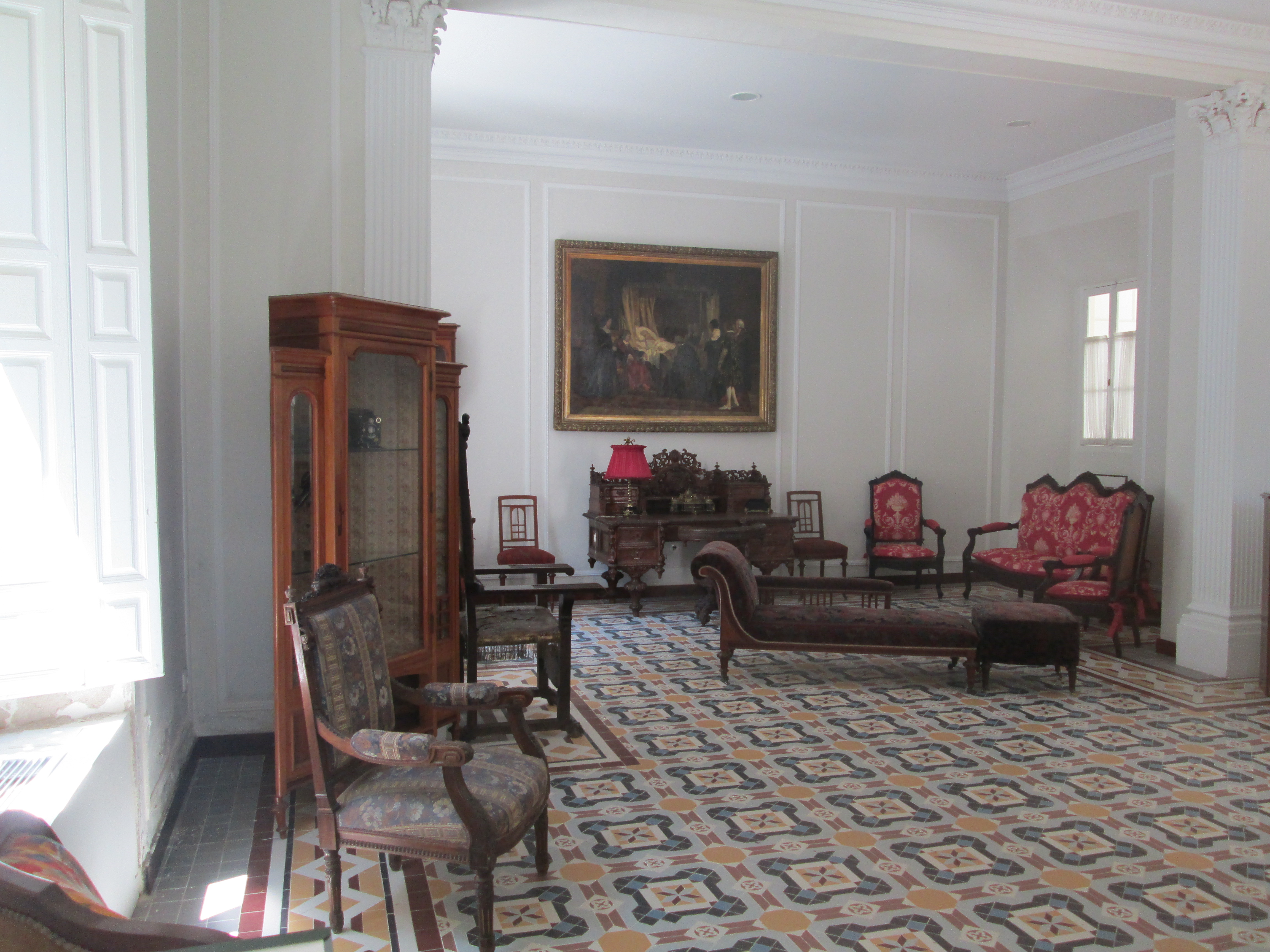
Interior de la Casa-Palacio

## Patrimonio histórico
En el Jardín de La Concepción se encuentra además de su patrimonio botánico, un importante patrimonio histórico.
Durante el siglo XIX La Concepción fue un lugar de encuentro para ilustres personajes de la época, políticos, artistas, aristócratas y la noble burguesía malagueña frecuentaban estos jardines. Se construyeron numerosos edificios nobles: la magnífica Casa-Palacio, la casita de los cipreses, la casa del administrador, la casita del jardinero y la escuelita; dos invernaderos en hierro; un gran cenador; fuentes, escalinatas, un bello mirador, en el cual muchas personas iban a pedir la mano, y el Museo Loringiano, que albergaba los hallazgos arqueológicos encontrados en las excavaciones financiadas por la primera familia propietaria de la finca, los Marqueses de la Casa Loring, como la Lex Flavia Malacitana, actualmente en el Museo Arqueológico Nacional.

## El acueducto de San Telmo
Uno de los problemas que ha tenido Málaga en un gran período de su historia fue el abastecimiento de agua. Desde el Jardín de la Concepción puede observarse el Acueducto de San Telmo, infraestructura encargada de traer el agua a la ciudad malagueña. El Acueducto de San Telmo fue considerado como la obra de ingeniería hidráulica más importante del siglo XVIII en España.
Son más de 10 km de recorrido desde su toma en el río Guadalmedina. El acueducto va descendiendo a medida que se aproxima hasta alcanzar la ciudad de Málaga. En 1788 se autorizó el suministro de agua desde este acueducto a La Concepción.

## Transporte público
En autobús, queda conectado con el centro de la ciudad mediante la línea eventual 91 de la EMT:
| Línea | Trayecto                                                      | Recorrido | Frecuencia |
| ----- | ------------------------------------------------------------- | --------- | ---------- |
| 91    | Estación de autobuses - Museo del Automóvil - Jardín botánico | -         | 60 minutos |